# Frances Kissling
Frances Kissling (* 1943 in New York) ist eine amerikanische Feministin. 1982 bis 2007 war sie die Präsidentin der Catholics for a Free Choice.

## Leben
Frances Kissling wurde als ältestes von vier Kindern einer polnisch-stämmigenen Arbeiterfamilie geboren. In den frühen 1960er Jahren trat sie, beeinflusst durch die Nonnen ihrer katholischen Schule, als 19-Jährige in ein Kloster ein. Nach wenigen Monaten verließ sie das Kloster wieder und schrieb sich in der New School, einer Universität in New York, ein.
In den 1960er Jahren engagierte sich Kissling in der amerikanischen Frauenbewegung. Als 1970 Abtreibung in New York legalisiert wurde, übernahm sie die Leitung einer Abtreibungsklinik.
1977 wurde sie zur Präsidentin der neu gegründeten National Abortion Federation ernannt und übte dieses Amt bis 1980 aus.
1978 wurde sie in den Vorstand der Catholics for a Free Choice gewählt und 1982 übernahm sie das Präsidium, das sie bis zu ihrem Rücktritt im Jahr 2007 während 25 Jahren innehatte. 
Von 2007 bis 2008 arbeitete sie an einem Projekt des Radcliffe Institutes for Advanced Study an der Harvard-Universität. Seither hat sie einen Lehrauftrag am Zentrum für Bioethik der Universität von Pennsylvania.
Die Catholics for a Free Choice vertreten einen progressiven Katholizismus und kritisieren die Haltung der kirchlichen Hierarchie in Fragen bezüglich Sexualität, Schwangerschaftsverhütung und Schwangerschaftsabbruch sowie Rolle der Frau in Gesellschaft und Kirche. In ihrer Funktion als Präsidentin hat Frances Kissling an  internationalen Konferenzen teilgenommen und den Kampf für reproduktive Gesundheit und Rechte auf internationaler Ebene maßgeblich mitgeprägt.

## Werke
- Mitautorin zusammen mit Ellen Frankfort von Rosie: The Investigation of a Wrongful Death. Dial Press New York 1979, ISBN 0803775040
- In Vorbereitung: How to Think about Abortion: Pro-choice Reflections on Rights and Responsibility.[3]